# ガシャポン戦士
ガシャポン戦士（ガシャポンせんし）は、塩化ビニル樹脂製のカプセルトイ。

## 概要
主に『ガンダム』や『ドラグナー』などの日本サンライズ製作テレビアニメ作品に登場するロボットを低頭身ディフォルメ化し、バンダイベンダー事業部がカプセル自動販売機（ベンダー）で販売していた。当初は『SD（スーパーディフォルメ）ガンダムワールド』のタイトルでリリースされていたが、バンダイが「ガシャポン」を商標登録して以後の16弾から『ガシャポン戦士シリーズ』の冠が付けられるようになった。これは、それまで「SDガンダム」の商品がカプセルトイのみだったところを他の商品“プラモデルの「BB戦士」”“玩具の「元祖SDガンダム」”といった別の販売形態商品をバンダイ自体がリリースしはじめたことによる商品呼称の区別化の一環でもあった。そのタイミングと同時に「ガシャポン戦士」ではガンダム以外のロボット作品のリリースも開始されていった。
使用材質はそれまでのスーパーカー消しゴム、怪獣消しゴム、キン肉マン消しゴム（キン消し）などと同じような単一色無彩色の塩化ビニル樹脂からなるが、シリーズを重ねるにしたがってプラスチック製の部品が追加されるようになった。また、限定品と称して亜鉛合金製のフィギュアが紙製の小さな箱に封入された状態で排出されることもあった。
一つのカプセルに二つの商品が入っていることが基本的であるが、大型商品の場合は単体でカプセルに封入されている。他におまけ要素として各ロボットのイラストと機体解説などが記載されているミニシールやミニカードも同梱されていた。
その後、時代の推移により彩色済みPVC製モデル『SDガンダムフルカラー』『SDガンダムフルカラーカスタム』へとガシャポンSDガンダムは継がれている。その後『SDガンダムインパクト』『SDガンダムバインド』『ガシャポン戦士NEXT』『ガシャポン戦士DASH』を経、2022年12月に最終弾がリリースされた『ガシャポン戦士f(フォルテ)』が現状の最終シリーズである。
2008年に『キン肉マン』29周年記念で発売した『キンケシ復刻版』の好評に続き、2009年6月にガンダム30周年を記念して『復刻!ガシャポン戦士SDガンダムワールド』をリリース。デジタルスキャンにより当時品を再現する方法で復刻したものの2弾で終了している。2013年に同手法を用いた上造形均一化した『ガシャポン戦士SDメカ・ロボケシ リビルド』(エルガイム、ダンバイン、ザブングルをセレクト)をリリース。更にプレミアムバンダイ・ガシャデパでBOX販売された「ガンダム宇宙世紀ベーシックセット」には2種新規造形モデルが追加された。

## 呼称
呼び名は『ガシャポン戦士』の他にも『ガチャポン戦士』やガンダム系の商品のみ『ガン消し』などと呼ばれることもある。
『ガチャポン戦士』はバンダイがファミリーコンピュータ ディスクシステム対応ソフトとして1987年に発売した、SDガンダムのTVゲームである『SDガンダムワールド ガチャポン戦士スクランブルウォーズ』がその由来である。
その後、バンダイが『SDガンダム』の商品をカプセルトイ以外にも拡大するとともに、“カプセル版SDガンダム”のメーカー的な呼称を（「カプセルトイ」のカテゴリ名として単語『ガシャポン』を商標取得後）他SDガンダム商品との区別も踏まえ『ガシャポン戦士』と称するようになる。
単語として『ガン消し』の名が使われることも有るが、当時ローカルの呼ばれ方や後年のネットオークションでの商品やり取りの上で、キン肉マン消しゴムを「キン消し」と略すのと同様な方式で略し使われるようになった言葉であり、あくまで通り名呼称。
ただし消しゴムと言っても、キン消し同様に実際には鉛筆で書いた文字を消すことはできず、黒みをのばすだけでいたずらに商品とノートを汚すだけであった。
ガチャポンおよびガシャポンの名前の由来については各リンクを参照のこと。

## シリーズ作品
- SDドラグナー
- SDエルガイム
- SDダンバイン
- SDパトレイバー
- SDマクロス
- SDザブングル
- SDバイファム
- SDレイズナー
- SDガンダム外伝シリーズ
- SDガンダムガンドランダーシリーズ

## 派生商品
- SDガンダムハイバージョン　横井孝二氏のイラストをダイカスト製のバッジとして立体化。
- SDガンダムウォーターシューター
- SDガンダムミニマム
- SDガンダムダイキャスト　200円自販機で発売。フィギュア本体はダイキャスト製で、武器パーツはプラメッキ製。
- SDガンダムフルアーマー　200円自販機で発売。塩ビ製フィギュアにプラ製のアーマーを装着することでフルアーマー形態にすることができた。
- ハイグレードSDガンダム　武器、バックパック、アンテナ等パーツ分けが通常のガシャポン戦士より細かくなり、1カプセル1体100円
- ハイパープラソリッドSDガンダム　200円自販機で発売。塩ビとプラパーツによる組み立て式モデル。胴体、武器はプラパーツ。頭、腕、足は塩ビ製。
- SDガンダムR　1993年～1997年にかけて発売。1カプセル1体入りとなり、塩ビ人形とプラ製のパーツが付属。1カプセル100円。
- SDガンダムFBコレクション　1993年～1994年にかけて発売された彩色済み人形。1カプセル1体入り100円。
- SDガンダムフルカラー
- SDガンダムインパクト　2008年に発売された彩色済み人形。大きさは小ぶりになり、固定ポーズ。
- SDガンダムバインド
- ガシャポン戦士NEXT　彩色済みフィギュア。肩と股関節にABS製の関節パーツが付き、1カプセル200円。
- ガシャポン戦士DASH　彩色済みフィギュア。肩と肘関節にABS製の関節パーツが付き、1カプセル300円。
- ガシャポン戦士FORTE　彩色済みフィギュア。肩、肘、股関節にABS製の関節パーツが付き、目の部分はクリアパーツ仕様に変更。1カプセル300～500円。